# AJ Ginnis
Alexander John „AJ“ Ginnis (griechisch Αλέξανδρος Ιωάννης Γκιννής Aléxandros Ioánnis Ginnís, * 17. November 1994 in Athen, Griechenland) ist ein griechisch-US-amerikanischer Skirennläufer. Er ist auf die technischen Disziplinen Slalom und Riesenslalom spezialisiert. Bei den Weltmeisterschaften 2023 gewann er die Silbermedaille im Slalom.

## Biografie

### Kindheit und Jugend
AJ Ginnis wurde in Griechenland geboren und wuchs zunächst in Vouliagmeni, einem Badeort südlich von Athen, auf. Sein Vater führte eine Skischule am Parnass, was ihm ermöglichte, im Alter von zwei Jahren erstmals auf Skiern zu stehen. Einen Teil seiner Kindheit verbrachte er in Kaprun in Österreich, wo er mit dem Rennfahren begann. Im Hinblick auf eine professionelle Skikarriere übersiedelte AJ mit 15 nach Vermont, wo er sich an der Green Mountain Valley School, einer auf den Skisport spezialisierten Schule, einschrieb. Zu den prominenten Absolventen zählen etwa AJ Kitt und Daron Rahlves. Anschließend studierte Ginnis am Dartmouth College in New Hampshire.

### Karriere
Im Alter von 16 Jahren gewann AJ Ginnis seine ersten FIS-Rennen. Im Frühjahr 2012 wurde er ins Entwicklungsteam des US-Skiverbandes aufgenommen, ehe er die kommende Saison nach einem Kreuzbandriss ausfiel. Noch in der Rekonvaleszenz verpasste er die Qualifikation für die Olympischen Spiele in Sotschi. Nach dem überraschenden Tod seines Vaters sammelte er via Fundraising 25.000 Dollar, um seine Karriere fortsetzen zu können. Am 22. Dezember 2014 hatte er im Slalom von Madonna di Campiglio sein Weltcup-Debüt. Danach kam er vermehrt im Nor-Am Cup und im Europacup zum Einsatz. Bei den US-Skimeisterschaften in Sugarloaf musste er sich 2015 nur David Chodounsky geschlagen geben und wurde Vizemeister im Slalom. Nach mehreren Slalomeinsätzen qualifizierte er sich am 22. Dezember 2016 mit der hohen Startnummer 58 in Madonna erstmals für den zweiten Durchgang eines Weltcuprennens. Nach Platz 13 im ersten Lauf schloss er das Rennen als 26. ab und gewann seine ersten Weltcuppunkte. Am Ende der Saison gewann er den amerikanischen Slalom-Meistertitel.
In der Nor-Am-Saison 2019/20 feierte er seine ersten beiden Siege und belegte in der Slalomwertung Rang drei. Seit der Saison 2020/21 startet er für sein Geburtsland Griechenland. Am 17. Januar 2021 gewann er mit Rang elf im Slalom von Flachau als erster Grieche überhaupt Punkte in einem Rennen des alpinen Skiweltcups. Im März 2021 gewann Ginnis zum Abschluss der Saison seinen ersten griechischen Meistertitel.
Im August 2021 wurde bekannt, dass sich Ginnis eine Knieverletzung zugezogen hatte. Daraufhin fiel er für die gesamte Saison 2021/22 aus. Am 11. Dezember 2022 gab er sein Comeback im Weltcup beim Kriterium des ersten Schnees in Val-d’Isère. Dort erreichte er auf Anhieb den zweiten Durchgang, wurde jedoch in diesem disqualifiziert, nachdem er sich zunächst auf Rang zwölf klassiert hatte. Am 4. Februar 2023 verbesserte er sich mit Laufbestzeit im zweiten Durchgang in Chamonix von Rang 23 auf Platz zwei und sorgte damit für den ersten griechischen Podestplatz der Weltcup-Geschichte. Bei den darauffolgenden Weltmeisterschaften in Courchevel gewann er hinter Henrik Kristoffersen die Silbermedaille. Es war dies die erste Medaille für Griechenland bei einem Großereignis im Wintersport. Den Slalom von Palisades Tahoe beendete er auf Rang eins, wurde allerdings wegen eines Einfädlers disqualifiziert. Aufgrund starken Schneefalls dauerte es etliche Minuten, bis die Disqualifikation feststand.

## Erfolge

### Weltmeisterschaften
- St. Moritz 2017: 9. Mannschaftswettbewerb
- Courchevel/Méribel 2023: 2. Slalom

### Weltcup
- 3 Platzierungen unter den besten zehn, davon 1 Podestplatz

### Weltcupwertungen
| Saison  | Gesamt | Gesamt | Slalom | Slalom |
| Saison  | Platz  | Punkte | Platz  | Punkte |
| ------- | ------ | ------ | ------ | ------ |
| 2016/17 | 153.   | 5      | 59.    | 5      |
| 2020/21 | 113.   | 24     | 38.    | 24     |
| 2022/23 | 70.    | 91     | 23.    | 91     |
| 2023/24 | 61.    | 115    | 23.    | 115    |

### Nor-Am Cup
- Saison 2014/15: 8. Slalomwertung
- Saison 2016/17: 10. Slalomwertung
- Saison 2019/20: 3. Slalomwertung
- 5 Podestplätze, davon 2 Siege:

| Datum             | Ort             | Land   | Disziplin |
| ----------------- | --------------- | ------ | --------- |
| 21. November 2019 | Copper Mountain | USA    | Slalom    |
| 3. Februar 2020   | Mont Édouard    | Kanada | Slalom    |

### Europacup
- 2 Platzierungen unter den besten zehn, davon 1 Podestplatz

### Juniorenweltmeisterschaften
- Hafjell 2015: 3. Slalom, 15. Riesenslalom

### Weitere Erfolge
- 1 US-amerikanischer Meistertitel (Slalom 2017)
- 1 griechischer Meistertitel (Slalom 2021)
- 14 Siege in FIS-Rennen